# Juana Borrero
Juana Borrero (1877, L'Havana – 1896, Key West, Estats Units) fou una poetessa cubana que la seva mort prematura va trencar les possibilitats d'una creació apassionada. Va ser una nena prodigi en mans de Julián el Casal. En el volum Rimas, publicat a l'Havana el 1895, hi trobem composicions com Indomable, Sol y nieve, Íntima, En el templo y Rêve. El mateix any també es va publicar Grupo de familia. La seva germana Dulce Maria també es va dedicar a les arts de les lletres i ens va deixar el llibre de poesies Horas de mi vida, de 1914.